# رضا چلچله
رضا چلچله فیلمی به کارگردانی مهدی میرصمدزاده و نویسندگی فریدون گله محصول سال ۱۳۵۰ است.

## خلاصه داستان
«رضا چلچله» جوانی دست و پا چلفتی است كه از مال دنيا يك دوست به نام «فرخ» و يك سگ دارد. «فرخ» پسر آدم متمولی است كه از سخت گيری پدرش در مورد دختر مورد علاقه اش به تنگ آمده و به زندگی ساده ای روی كرده است. اين دو در ماجراهايشان با يك باند متشكل روبرو می شوند و اتفاقات متعددی برايشان روی می دهد. در پايان با عمليات آن ها افراد باند به دام می افتند. فرخ با دختر مورد علاقه اش ازدواج می كند و رضا نيز سر و سامان می گيرد.

## بازیگران
- رضا بیک ایمانوردی
- نیلوفر
- فرخ ساجدی
- آنوشاوان هاروتیونیان
- محمدتقی کهنمویی
- سارا
- آرمان
- اشرف کاشانی
- هنگامه
- دنی بنیادی
- رضا کریمی
- محمود پیراسته
- مرتضی حدیقی
- یدالله محمدی‌نژاد
- فرهاد حمیدی
- فرامرز محمودی
- رهبرنیا
- حسین ملکی
- احمد معینی